# Polycyrtus clausus
Polycyrtus clausus là một loài tò vò trong họ Ichneumonidae.